# Artur Santos Silva
Artur Eduardo Brochado dos Santos Silva GCSE • GCIH • GCL • ComM (Porto, 22 de maio de 1941) é um jurista e administrador de empresas português.

## Biografia
É filho do advogado Artur Santos Silva, neto de Eduardo Santos Silva e bisneto de Dionísio Santos Silva.
Licenciou-se na Faculdade de Direito da Universidade de Coimbra (1963).
Iniciou a sua carreira profissional como assistente de Finanças Públicas e Economia Política nessa Faculdade (1963–1967). Em 1968, seria nomeado para a Direção do Banco Português do Atlântico (1968–1975), funções que exerceu até ao fim do Verão Quente de 1975.
Foi então convidado pelo Ministro das Finanças, Dr. Salgado Zenha para exercer as funções de Secretário de Estado do Tesouro, (1975–1976) do VI Governo Provisório, presidido pelo Almirante Pinheiro de Azevedo.
Depois dessa experiência, é nomeado vice-governador do Banco de Portugal (1977–1978) e volta a lecionar, como regente das disciplinas de Moeda e Crédito, no Centro Regional do Porto da Universidade Católica Portuguesa (1979–1985), e de Economia Financeira, novamente em Coimbra (1980–1982).
Em princípios dos anos 1980, ainda com a banca estatizada, surge envolvido na fundação da Sociedade Portuguesa de Investimentos, a qual seria o embrião do atual Banco BPI. Durante mais de duas décadas, exerceu funções nesse banco — foi presidente da respetiva Comissão Executiva (1981–2004, sucedido por Fernando Ulrich) e do Conselho de Administração (2004–2015).
Depois de vários anos como vogal do Conselho de Administração da Fundação Calouste Gulbenkian e da Partex Oil & Gas Holdings Corporation, principal mecenas dessa instituição, em 22 de dezembro de 2011 foi eleito presidente da Fundação Gulbenkian para o mandato 2012–2017, tendo assumido o cargo entre 2 de maio de 2012, data em que terminou o mandato de Rui Vilar, e 2 de maio de 2017, data em que tomou posse a sua sucessora, Isabel Mota.
Foi presidente do Conselho Geral da Universidade de Coimbra.
Presidiu ainda à Comissão Nacional para as Comemorações do Centenário da República. Foi membro do conselho de administração da Fundação de Serralves e exerceu o cargo de Presidente do Conselho Administrativo do "Porto — Capital Europeia da Cultura 2001", tendo o seu nome também ligado à Fundação Mário Soares, ao Lugar do Desenho — Fundação Júlio Resende ou ao conselho de fundadores da Casa da Música. Integrou, por fim, o Conselho de Administração da Jerónimo Martins.
Foi agraciado em 2010 com o grau de Doutor honoris causa pela Universidade do Porto.

## Condecorações e distinções
- Medalha de Honra; Grau de Ouro pela Câmara Municipal do Porto[1][2]

Ordens nacionais:
- Comendador da Ordem do Mérito a 7 de novembro de 1991
- Grã-Cruz da Ordem do Infante D. Henrique a 9 de junho de 2004
- Grã-Cruz da Ordem da Liberdade a 25 de abril de 2011
- Grã-Cruz da Antiga, Nobilíssima e Esclarecida Ordem Militar de Sant'Iago da Espada, do Mérito Científico, Literário e Artístico a 15 de março de 2017

Ordens estrangeiras:
- … da Ordem Nacional do Mérito de França
- … da Ordem do Mérito Civil de Espanha
- Cavaleiro da Ordem Nacional da Legião de Honra de França
- Doutoramento Honoris Causa pela Universidade Nova de Lisboa (6 de Julho de 2017)